# Heinz Fischer (Fregattenkapitän)
Heinz Fischer (18 de Abril de 1904 - 30 de Dezembro de 1970) foi um comandante de U-Boot que serviu na Kriegsmarine durante a Segunda Guerra Mundial.